# عبد الله العبيد
عبد الله العبيد لاعب كرة قدم سعودي محترف، يلعب في مركز قلب الدفاع في نادي الفتح أعاره نادي الفتح إلى نادي النجوم لمدة سنة .

## روابط خارجية
- عبد الله العبيد على موقع قاعدة بيانات كرة القدم.إي يو (الإنجليزية)
- عبد الله العبيد على موقع Soccerway.com (الإنجليزية)